# Abram W. Foote

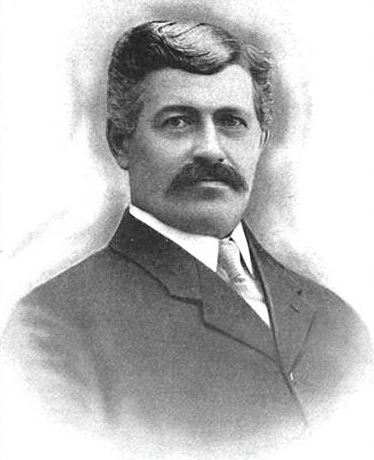
Abram W. Foote

Abram William Foote (* 24. Oktober 1862 in Cornwall, Vermont; † 14. Mai 1941 in Middlebury, Vermont) war ein US-amerikanischer Geschäftsmann und Politiker, der von 1921 bis 1923 Vizegouverneur von Vermont war.

## Leben
Abram William Foote wurde in Cornwall, Vermont geboren. Nach seiner Schulzeit in Middlebury arbeitete er Farmer und Geschäftsmann im Bereich Banken, Versicherungen und anderen Geschäftsfeldern. Er gründete die Cornwall Telephone Company und baute die erste Verbindung zwischen dem Addison County und Burlington. Das Unternehmen verkaufte er später an die New England Telephone. Im Jahr 1908 gründete er die Rutland County Telephone Company, in der er als Geschäftsführer arbeitete.
Er war der Großvater von Ralph A. Foote, dem Vizegouverneur von Vermont von 1961 bis 1965.
Als Mitglied der Republikanischen Partei von Vermont hatte er verschiedene öffentliche Ämter inne und war von 1900 bis 1901 Abgeordneter im Repräsentantenhaus von Vermont. Foote wurde 1902 zum Side Judge im Addison County gewählt und im Jahr 1904 wiedergewählt. Die Wahl zum Repräsentantenhaus gewann er im Jahr 1914 erneut für eine Amtszeit. Im Jahr 1916 gewann er die Wahl zum Senat von Vermont. Seine Amtszeit dauerte von 1917 bis 1919, 1920 wurde zum Vizegouverneur gewählt und hatte dieses Amt von 1921 bis 1923 inne.
Im Jahr 1922 kandidierte Foote erfolglos um eine Nominierung innerhalb der Republikanischen Partei für die Wahl zum Amt des Gouverneurs von Vermont. Er verlor die Wahl gegen Redfield Proctor junior. Foote hatte eine weitere Amtszeit im Repräsentantenhaus von 1931 bis 1933.
Abram W. Foote starb in Middlebury, Vermont am 14. Mai 1941. Sein Grab befindet sich auf dem West Cornwall's Evergreen Cemetery.